# Архиепархия Нджамены

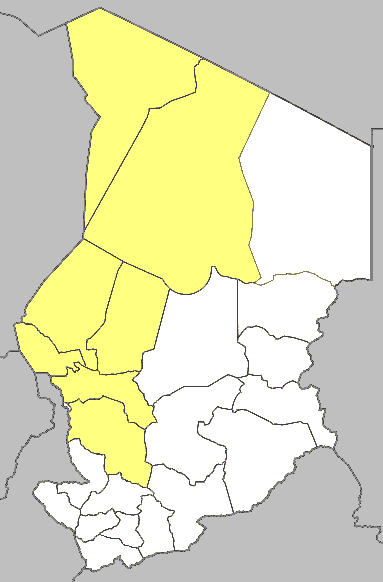
Карта архиепархии Нджамены

Архиепархия Нджамены (лат. Archidioecesis Ndiamenana, фр. Archidiocèse de Ndjamena) — архиепархия Римско-Католической Церкви с центром в городе Нджамена, Чад. Архиепархия Нджамены распространяет свою юрисдикцию на регионы Шари-Багирми, Хаджер-Ламис, Лак, Бахр-эль-Газаль, Канем, Борку и Тибести. В митрополию Нджамены входят епархии Добы, Горе, Лаи, Мунду, Палы, Сарха. Кафедральным собором архиепархии Нджамены является церковь Пресвятой Девы Марии в городе Нджамена.

## История
9 января 1947 года Римский папа Пий XII издал буллу «Quo evangelizationis», которой учредил апостольскую префектуру Форт-Лами, выделив её из апостольской префектуры Берберати (сегодня — Епархия Берберати) и апостольских викариатов Фумбана (сегодня — Епархия Нконгсамбы) и Хартума (сегодня — Архиепархия Хартума).
17 мая 1951 года апостольская префектура Форт-Лами передала часть своей территории для возведения апостольской префектуры Мунду (сегодня — Епархия Мунду).
14 сентября 1955 года Римский папа Пий XII издал буллу «Dum tantis», которой преобразовал апостольскую префектуру Форт-Лами в епархию.
22 декабря 1961 года Римский папа Иоанн XXIII издал буллу «Regnum Dei», которой передал часть территории епархии Форт-Лами для возведения епархии Форт-Аршамбольта (сегодня — Епархия Сарха) и одновременно возвёл епархию Форт-Лами в ранг архиепархии.
15 октября 1973 года архиепархия Форт-Лами была переименована в архиепархию Нджамены.
1 декабря 2001 года архиепархия Нджамены передала часть своей территории для возведения нового апостольского викариата Монго.

## Ординарии архиепархии
- священник Joseph du Bouchet SJ[1] (25.04.1947 — 1955);
- архиепископ Paul-Pierre-Yves Dalmais SJ (24.12.1957 — 6.03.1980);
- архиепископ Charles Louis Joseph Vandame SJ (23.03.1981 — 31.07.2003);
- архиепископ Matthias N’Gartéri Mayadi (31.07.2003 — 19.11.2013).

## Источник
- Annuario Pontificio, Libreria Editrice Vaticana, Città del Vaticano, 2003, ISBN 88-209-7422-3
- Булла Quo evangelizationis Архивная копия от 13 августа 2019 на Wayback Machine, AAS 39 (1947), стр. 335 (лат.)
- Булла Dum tantis Архивная копия от 27 марта 2010 на Wayback Machine, AAS 48 (1956), стр. 113 (лат.)
- Булла Regnum Dei Архивная копия от 27 марта 2010 на Wayback Machine, AAS 54 (1962), стр. 767 (лат.)